# Тема Паули
Тема Паули — шахматно-композиционная тема, продолженная задача-блок с позициями-близнецами, в которых первый ход решения одной задачи приводит к начальной позиции другой задачи и наоборот («перпетуум мобиле»). Названа в честь известного румынского шахматного композитора Вольфганга Паули.
Пример:
|   | a | b | c | d | e | f | g | h |   |
| - | --- | --- | --- | --- | --- | --- | --- | --- | - |
| 8 | c3 белый конь · e3 чёрная пешка · h3 белый конь · h2 белая пешка · d1 белая ладья · e1 чёрный конь · f1 чёрный король · h1 белый король | c3 белый конь · e3 чёрная пешка · h3 белый конь · h2 белая пешка · d1 белая ладья · e1 чёрный конь · f1 чёрный король · h1 белый король | c3 белый конь · e3 чёрная пешка · h3 белый конь · h2 белая пешка · d1 белая ладья · e1 чёрный конь · f1 чёрный король · h1 белый король | c3 белый конь · e3 чёрная пешка · h3 белый конь · h2 белая пешка · d1 белая ладья · e1 чёрный конь · f1 чёрный король · h1 белый король | c3 белый конь · e3 чёрная пешка · h3 белый конь · h2 белая пешка · d1 белая ладья · e1 чёрный конь · f1 чёрный король · h1 белый король | c3 белый конь · e3 чёрная пешка · h3 белый конь · h2 белая пешка · d1 белая ладья · e1 чёрный конь · f1 чёрный король · h1 белый король | c3 белый конь · e3 чёрная пешка · h3 белый конь · h2 белая пешка · d1 белая ладья · e1 чёрный конь · f1 чёрный король · h1 белый король | c3 белый конь · e3 чёрная пешка · h3 белый конь · h2 белая пешка · d1 белая ладья · e1 чёрный конь · f1 чёрный король · h1 белый король | 8 |
| 7 | c3 белый конь · e3 чёрная пешка · h3 белый конь · h2 белая пешка · d1 белая ладья · e1 чёрный конь · f1 чёрный король · h1 белый король | c3 белый конь · e3 чёрная пешка · h3 белый конь · h2 белая пешка · d1 белая ладья · e1 чёрный конь · f1 чёрный король · h1 белый король | c3 белый конь · e3 чёрная пешка · h3 белый конь · h2 белая пешка · d1 белая ладья · e1 чёрный конь · f1 чёрный король · h1 белый король | c3 белый конь · e3 чёрная пешка · h3 белый конь · h2 белая пешка · d1 белая ладья · e1 чёрный конь · f1 чёрный король · h1 белый король | c3 белый конь · e3 чёрная пешка · h3 белый конь · h2 белая пешка · d1 белая ладья · e1 чёрный конь · f1 чёрный король · h1 белый король | c3 белый конь · e3 чёрная пешка · h3 белый конь · h2 белая пешка · d1 белая ладья · e1 чёрный конь · f1 чёрный король · h1 белый король | c3 белый конь · e3 чёрная пешка · h3 белый конь · h2 белая пешка · d1 белая ладья · e1 чёрный конь · f1 чёрный король · h1 белый король | c3 белый конь · e3 чёрная пешка · h3 белый конь · h2 белая пешка · d1 белая ладья · e1 чёрный конь · f1 чёрный король · h1 белый король | 7 |
| 6 | c3 белый конь · e3 чёрная пешка · h3 белый конь · h2 белая пешка · d1 белая ладья · e1 чёрный конь · f1 чёрный король · h1 белый король | c3 белый конь · e3 чёрная пешка · h3 белый конь · h2 белая пешка · d1 белая ладья · e1 чёрный конь · f1 чёрный король · h1 белый король | c3 белый конь · e3 чёрная пешка · h3 белый конь · h2 белая пешка · d1 белая ладья · e1 чёрный конь · f1 чёрный король · h1 белый король | c3 белый конь · e3 чёрная пешка · h3 белый конь · h2 белая пешка · d1 белая ладья · e1 чёрный конь · f1 чёрный король · h1 белый король | c3 белый конь · e3 чёрная пешка · h3 белый конь · h2 белая пешка · d1 белая ладья · e1 чёрный конь · f1 чёрный король · h1 белый король | c3 белый конь · e3 чёрная пешка · h3 белый конь · h2 белая пешка · d1 белая ладья · e1 чёрный конь · f1 чёрный король · h1 белый король | c3 белый конь · e3 чёрная пешка · h3 белый конь · h2 белая пешка · d1 белая ладья · e1 чёрный конь · f1 чёрный король · h1 белый король | c3 белый конь · e3 чёрная пешка · h3 белый конь · h2 белая пешка · d1 белая ладья · e1 чёрный конь · f1 чёрный король · h1 белый король | 6 |
| 5 | c3 белый конь · e3 чёрная пешка · h3 белый конь · h2 белая пешка · d1 белая ладья · e1 чёрный конь · f1 чёрный король · h1 белый король | c3 белый конь · e3 чёрная пешка · h3 белый конь · h2 белая пешка · d1 белая ладья · e1 чёрный конь · f1 чёрный король · h1 белый король | c3 белый конь · e3 чёрная пешка · h3 белый конь · h2 белая пешка · d1 белая ладья · e1 чёрный конь · f1 чёрный король · h1 белый король | c3 белый конь · e3 чёрная пешка · h3 белый конь · h2 белая пешка · d1 белая ладья · e1 чёрный конь · f1 чёрный король · h1 белый король | c3 белый конь · e3 чёрная пешка · h3 белый конь · h2 белая пешка · d1 белая ладья · e1 чёрный конь · f1 чёрный король · h1 белый король | c3 белый конь · e3 чёрная пешка · h3 белый конь · h2 белая пешка · d1 белая ладья · e1 чёрный конь · f1 чёрный король · h1 белый король | c3 белый конь · e3 чёрная пешка · h3 белый конь · h2 белая пешка · d1 белая ладья · e1 чёрный конь · f1 чёрный король · h1 белый король | c3 белый конь · e3 чёрная пешка · h3 белый конь · h2 белая пешка · d1 белая ладья · e1 чёрный конь · f1 чёрный король · h1 белый король | 5 |
| 4 | c3 белый конь · e3 чёрная пешка · h3 белый конь · h2 белая пешка · d1 белая ладья · e1 чёрный конь · f1 чёрный король · h1 белый король | c3 белый конь · e3 чёрная пешка · h3 белый конь · h2 белая пешка · d1 белая ладья · e1 чёрный конь · f1 чёрный король · h1 белый король | c3 белый конь · e3 чёрная пешка · h3 белый конь · h2 белая пешка · d1 белая ладья · e1 чёрный конь · f1 чёрный король · h1 белый король | c3 белый конь · e3 чёрная пешка · h3 белый конь · h2 белая пешка · d1 белая ладья · e1 чёрный конь · f1 чёрный король · h1 белый король | c3 белый конь · e3 чёрная пешка · h3 белый конь · h2 белая пешка · d1 белая ладья · e1 чёрный конь · f1 чёрный король · h1 белый король | c3 белый конь · e3 чёрная пешка · h3 белый конь · h2 белая пешка · d1 белая ладья · e1 чёрный конь · f1 чёрный король · h1 белый король | c3 белый конь · e3 чёрная пешка · h3 белый конь · h2 белая пешка · d1 белая ладья · e1 чёрный конь · f1 чёрный король · h1 белый король | c3 белый конь · e3 чёрная пешка · h3 белый конь · h2 белая пешка · d1 белая ладья · e1 чёрный конь · f1 чёрный король · h1 белый король | 4 |
| 3 | c3 белый конь · e3 чёрная пешка · h3 белый конь · h2 белая пешка · d1 белая ладья · e1 чёрный конь · f1 чёрный король · h1 белый король | c3 белый конь · e3 чёрная пешка · h3 белый конь · h2 белая пешка · d1 белая ладья · e1 чёрный конь · f1 чёрный король · h1 белый король | c3 белый конь · e3 чёрная пешка · h3 белый конь · h2 белая пешка · d1 белая ладья · e1 чёрный конь · f1 чёрный король · h1 белый король | c3 белый конь · e3 чёрная пешка · h3 белый конь · h2 белая пешка · d1 белая ладья · e1 чёрный конь · f1 чёрный король · h1 белый король | c3 белый конь · e3 чёрная пешка · h3 белый конь · h2 белая пешка · d1 белая ладья · e1 чёрный конь · f1 чёрный король · h1 белый король | c3 белый конь · e3 чёрная пешка · h3 белый конь · h2 белая пешка · d1 белая ладья · e1 чёрный конь · f1 чёрный король · h1 белый король | c3 белый конь · e3 чёрная пешка · h3 белый конь · h2 белая пешка · d1 белая ладья · e1 чёрный конь · f1 чёрный король · h1 белый король | c3 белый конь · e3 чёрная пешка · h3 белый конь · h2 белая пешка · d1 белая ладья · e1 чёрный конь · f1 чёрный король · h1 белый король | 3 |
| 2 | c3 белый конь · e3 чёрная пешка · h3 белый конь · h2 белая пешка · d1 белая ладья · e1 чёрный конь · f1 чёрный король · h1 белый король | c3 белый конь · e3 чёрная пешка · h3 белый конь · h2 белая пешка · d1 белая ладья · e1 чёрный конь · f1 чёрный король · h1 белый король | c3 белый конь · e3 чёрная пешка · h3 белый конь · h2 белая пешка · d1 белая ладья · e1 чёрный конь · f1 чёрный король · h1 белый король | c3 белый конь · e3 чёрная пешка · h3 белый конь · h2 белая пешка · d1 белая ладья · e1 чёрный конь · f1 чёрный король · h1 белый король | c3 белый конь · e3 чёрная пешка · h3 белый конь · h2 белая пешка · d1 белая ладья · e1 чёрный конь · f1 чёрный король · h1 белый король | c3 белый конь · e3 чёрная пешка · h3 белый конь · h2 белая пешка · d1 белая ладья · e1 чёрный конь · f1 чёрный король · h1 белый король | c3 белый конь · e3 чёрная пешка · h3 белый конь · h2 белая пешка · d1 белая ладья · e1 чёрный конь · f1 чёрный король · h1 белый король | c3 белый конь · e3 чёрная пешка · h3 белый конь · h2 белая пешка · d1 белая ладья · e1 чёрный конь · f1 чёрный король · h1 белый король | 2 |
| 1 | c3 белый конь · e3 чёрная пешка · h3 белый конь · h2 белая пешка · d1 белая ладья · e1 чёрный конь · f1 чёрный король · h1 белый король | c3 белый конь · e3 чёрная пешка · h3 белый конь · h2 белая пешка · d1 белая ладья · e1 чёрный конь · f1 чёрный король · h1 белый король | c3 белый конь · e3 чёрная пешка · h3 белый конь · h2 белая пешка · d1 белая ладья · e1 чёрный конь · f1 чёрный король · h1 белый король | c3 белый конь · e3 чёрная пешка · h3 белый конь · h2 белая пешка · d1 белая ладья · e1 чёрный конь · f1 чёрный король · h1 белый король | c3 белый конь · e3 чёрная пешка · h3 белый конь · h2 белая пешка · d1 белая ладья · e1 чёрный конь · f1 чёрный король · h1 белый король | c3 белый конь · e3 чёрная пешка · h3 белый конь · h2 белая пешка · d1 белая ладья · e1 чёрный конь · f1 чёрный король · h1 белый король | c3 белый конь · e3 чёрная пешка · h3 белый конь · h2 белая пешка · d1 белая ладья · e1 чёрный конь · f1 чёрный король · h1 белый король | c3 белый конь · e3 чёрная пешка · h3 белый конь · h2 белая пешка · d1 белая ладья · e1 чёрный конь · f1 чёрный король · h1 белый король | 1 |
|   | a | b | c | d | e | f | g | h |   |

b) Близнец: после первого хода белых
a) Диаграмма

1…e2 2.Ke4 edФ 3.Kg3#

1.Лa1! e2 2.Kb1 K~ 3.Kd2#
b) После первого хода белых 1.Ла1 возникает новая задача.

Решение: 1.Лd1!